# Трайтен
Трайтен (нем. Treiten) — коммуна в Швейцарии, в кантоне Берн. 
Входит в состав округа Эрлах. Население составляет 439 человек (на 2007 год). Официальный код — 0500.